# FC Torentul Chișinău
Le FC Torentul Chișinău est un club moldave de football basé à Chișinău et disparu en 1996 . 

## Histoire
Fondé sous le nom de Dinamo-Codru Chișinău, le club est renommé Dinamo Chișinău en 1992. La saison suivante, le club atteint la finale de la première Coupe de Moldavie de football, où il est défait par le Tiligul Tiraspol sur le score de 1-0. Le club change ensuite à nouveau de nom, pour s'appeler désormais le FC Torentul Chișinău. Alors qu'il fait partie de la première division du Championnat de Moldavie de football de 1992 à 1996, le club est relégué en deuxième division en se classant 13e lors de la saison 1995-1996. Le club est dissous la même année. 

## Palmarès
- Coupe de Moldavie
  - Finaliste : 1993